# Бадерсдорф
Бадерсдорф (нем. Badersdorf) — община (нем. Gemeinde) в Австрии, в федеральной земле Бургенланд.
Входит в состав округа Оберварт.  Население составляет 293 человек (на 31 декабря 2014 года). Занимает площадь 8,64 км². Плотность — 33,91 чел./км². Землеобеспеченность — 29 488 м²/чел. Идентификационный код  —  1 09 31.
Адрес управления общиной: А-7512 Badersdorf, Obere Dorfstraße 5  (нем.).

## География
Бадерсдорф располагается в южной части Бургенланда и является единственным местом в общине.
| Немецкое название | Венгерское название | Хорватское название |
| ----------------- | ------------------- | ------------------- |
| Badersdorf        | Pöszöny             | Pesem               |

## Демография
Динамика численности населения общины на сайте Statistik Austria  (нем.)

## История
Документально зафиксировано, что орт Бадерсдорф впервые упоминается в 1221 году под названием Poszicz, в дальнейшем Potsitz. До 1379 года Бадерсдорф упоминается под названиями "Potschen" и "Pezen". Около 1532 года как "Pottersdorf" и в 1750 — как "Podersdorf". До 1797 года местность относилась к приходу Ханнерсдорф ( (нем.) Hannersdorf), а затем Бадерсдорф был передан во вновь созданный приход Кирхфидиш  ( (нем.) Kirchfidisch). В 1863 году в данной местности проживало 512 жителей и до 1945 года жило не менее 400 человек. В начальной школе Бадерсдорфа в 1836 году был один учитель. Все 4 класса размещались в одной комнате. Начальная школа была включена в школьный округ Kohfidisch.
С 1898 года в связи с мадьяризацией правительства в Будапеште стало использоваться венгерское название: Poszony. 
После распада Австро-Венгрии в 1918 году немецкие жители «немецкой Западной Венгрии» (будущей федеральной земли Бургенланд) решили присоединиться к Австрии. Решение о передаче территории в состав Австрии, которую занимала «немецкая Западная Венгрия», было принято в Сен-Жерменском и Трианонском мирных договорах и с конца 1921 года Бургенланд стал полноправной федеральной землёй Первой Австрийской Республики.
До разделения в 1921 году немецкой западной Венгрии Бадерсдорф с окрестностями входил в состав судебного округа Сентготхард комитата Ваш А) (часть которого теперь в составе медье Ваш Венгрии).
После создания 9 февраля 1921 года Бургенланда в Первой Австрийской Республике (Зюдбургенланд или Южный Бургенланд вошёл в состав страны только 6 декабря 1921 года) поселение Пожонь (венг. название Pöszöny в 1898—1921 гг.) было преобразовано в независимую политическую общину Бадерсдорф (ортшафт был среди тех муниципалитетов Бургенланда в которых доминировала немецкая часть населения и, таким образом, венгерское имя исчезло, а в дальнейшем полностью вышло из употребления) и стало непосредственно подчиняться в административном отношении властям вновь образованного политического округа Оберварт.
Примечание: А) Немецкое название комитата Ваш — комитат Айзенбург (нем. Komitat Eisenburg). В дореволюционной русской исторической литературе обычно встречается немецкое наименование комитата — Эйзенбургский комитат .
После Второй мировой войны была построена и постоянно улучшается инфраструктура: питание, уличное освещение, водопровод и канализация. Большие финансовые средства были также вложены в расширении дорог и улиц. 
Со вступлением в силу Закона о структурной реформе в 1970 году независимый муниципалитет Бадерсдорф был расформирован и включен в большее сообщества Kohfidisch.
После референдума 27.10.1991г. 65% местного населения высказалось в пользу отделения от большго сообщества Kohfidisch. С 1 января 1993 года Бадерсдорф является независимым муниципалитета снова.
С момента разделения, были построены местные дороги и соединительные дороги к Woppendorf и Kotezicken. В 1994 и 1995 году была отремонтирована ратуша. В дальнейшем  были созданы парковки на центральной площади селения. Были куплены пожарные машины и многое другое.

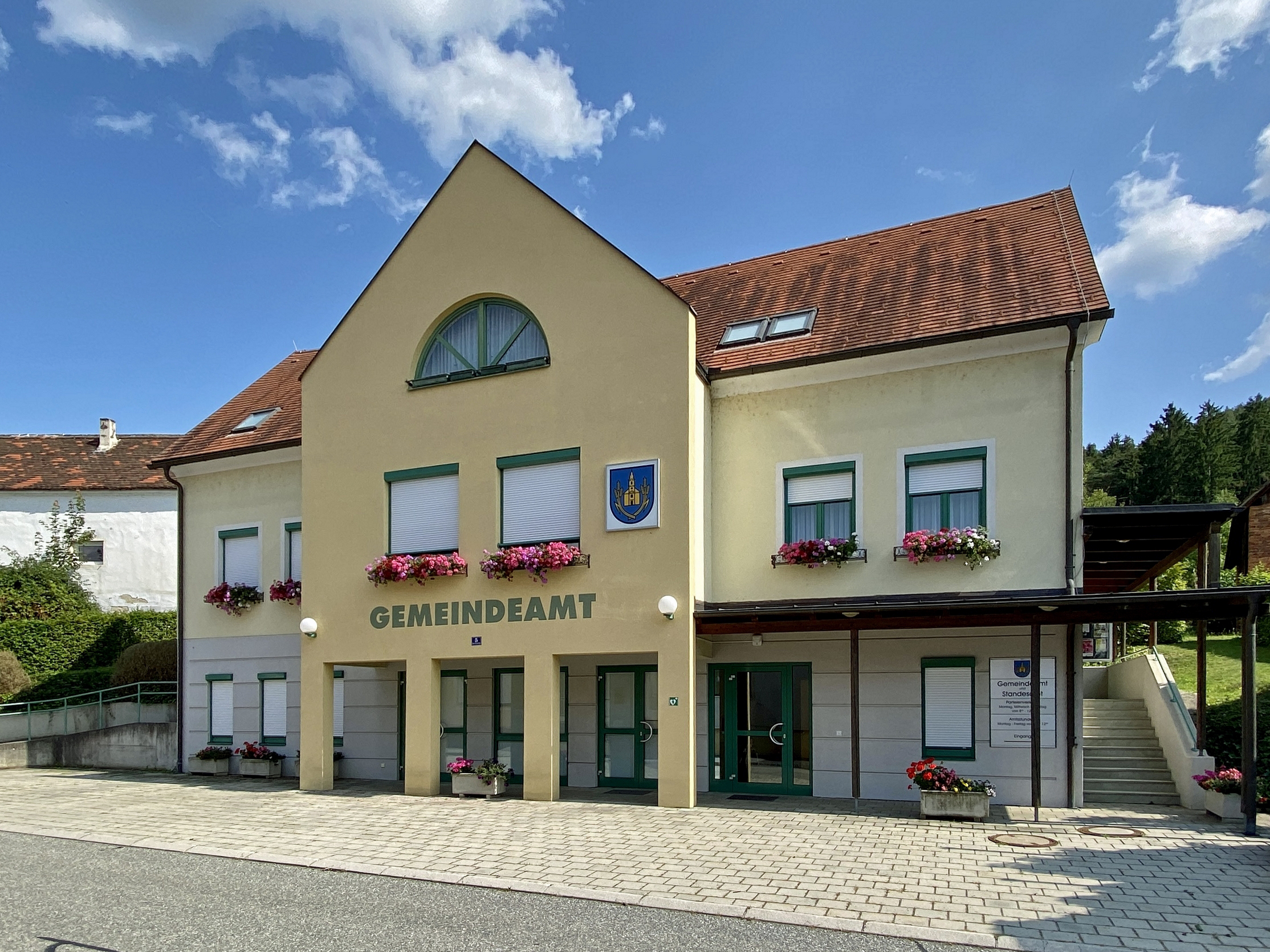
Новая ратуша Бадерсдорфа

В 1999 году началось строительство новой ратуши, которая была завершена вместе с двумя домами для молодых семей летом 2001 года. Состоялось благословение и открытие муниципального дома 12 августа 2001 года.
Поскольку не было общественного центра после закрытия и продажи начальной школы, в новой ратуше из офисных помещений была выделена многоцелевая комната. Это пространство теперь поддерживается общественными объединениями и местным населением для проведения встреч и мероприятий всех видов. Особое внимание уделяется также культуре.

## Политическая ситуация

### Выборы 2002
Бургомистр общины — Франц Хайден (АНП) по результатам выборов 2002 года.
Совет  прихода (совет представителей общины или муниципальный совет) (нем. Gemeinderat) состоит из 11 мест:
- АНП занимает 7 мест;
- СДПА занимает 4 места.

### Выборы 2007
Бургомистр общины — Франц Хайден (АНП) по результатам выборов 2007 года.
Совет представителей общины состоит из 11 мест:
- АНП занимает 8 мест;
- СДПА занимает 3 места.

### Выборы 2012
Бургомистр общины (мэр) — Франц Хайден (АНП); вице-мэр — Андреа Циниль (АНП). Избраны 30 октября 2012 года на учредительном заседании совета прихода.
Совет представителей общины состоит из 11 мест.
Распределение мест:
- АНП занимает 9 мест;
- СДПА занимает 2 места[5].

### Выборы 2017
Бургомистр общины — Даниэль Циниль  (нем. Daniel Ziniel, АНП) с 12 января 2017 года.
Совет представителей общины состоит из 11 мест:
- АНП занимает 9 мест;
- СДПА занимает 2 места.

## Внешние ссылки
- Официальная страница  (нем.)